# Liptovská Štiavnica
Liptovská Štiavnica este o comună slovacă, aflată în districtul Ružomberok din regiunea Žilina. Localitatea se află la altitudinea de 561 m deasupra n.m., se întinde pe o suprafață de 32,37 km2 și în 2017 număra 1.174 de locuitori. Se învecinează cu Ludrová și Štiavnička.

## Istoric
Localitatea Liptovská Štiavnica este atestată documentar din 1300.

## Demografie
| An:                | 1994 | 2004    | 2014    | 2024    |
| ------------------ | ---- | ------- | ------- | ------- |
| Număr de persoane: | 795  | 901     | 1122    | 1439    |
| Diferență:         |      | +13,33% | +24,52% | +28,25% |

| An:                | 2023 | 2024   |
| ------------------ | ---- | ------ |
| Număr de persoane: | 1414 | 1439   |
| Diferență:         |      | +1,76% |